# Alfoz de Quintanadueñas
Alfoz de Quintanadueñas är en kommun i Spanien.   Den ligger i provinsen Provincia de Burgos och regionen Kastilien och Leon, i den norra delen av landet, 220 km norr om huvudstaden Madrid. Antalet invånare är 1 994. Arean är 43 kvadratkilometer. Alfoz de Quintanadueñas gränsar till Burgos, Tardajos, Las Quintanillas, Pedrosa de Río Úrbel, Valle de Santibáñez, Merindad de Río Ubierna, Sotragero och Quintanilla Vivar. 
Terrängen i Alfoz de Quintanadueñas är platt.